# Maximilian von Arco-Zinneberg

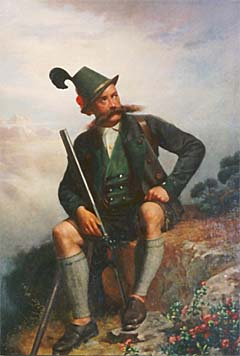
Maximilian von Arco-Zinneberg, Porträt von Franz Xaver Zimmer (1821–1883), im Palais Arco, München

Maximilian Joseph Bernhard Graf von Arco-Zinneberg genannt der „Adlergraf“ (* 13. Dezember 1811 auf Schloss Stepperg (Stepperg bei Rennertshofen); † 13. November 1885 in Meran) war ein bayerischer Adeliger, Herr auf Schloss Zinneberg und ein Urenkel von Kaiserin Maria Theresia. Als „Adlergraf“ und Romanfigur Ludwig Ganghofers ging er ins bayerische Volksgut ein.

## Leben

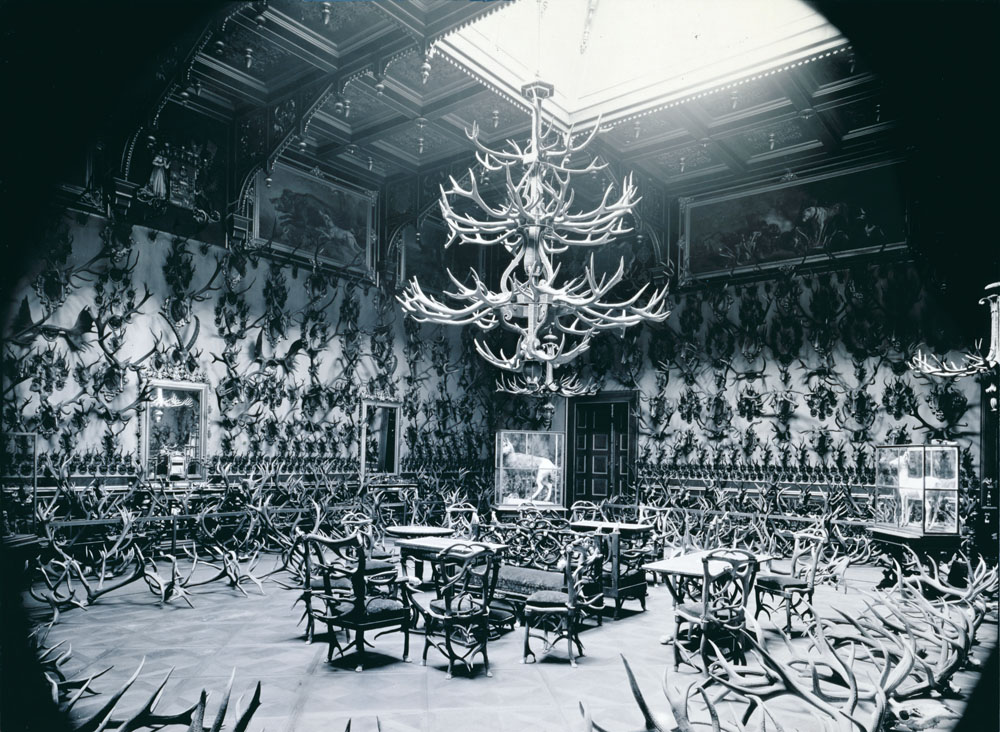
Geweihsammlung des Grafen im Palais Arco-Zinneberg

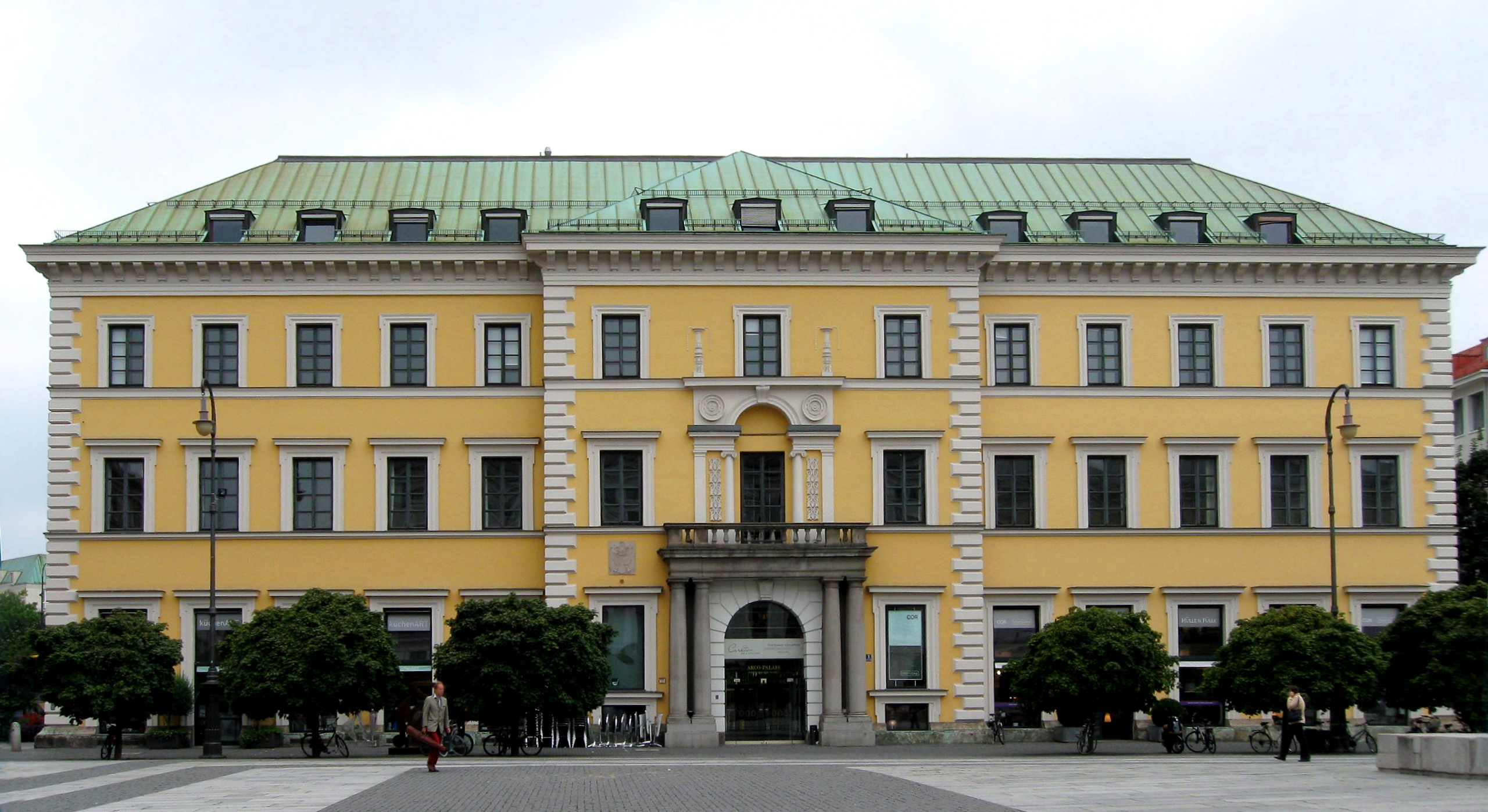
Palais Arco-Zinneberg, München

Seine Mutter war Erzherzogin Maria Leopoldine von Österreich-Este (1776–1848), Witwe des kurpfalz-bayerischen Kurfürsten  Karl Theodor († 1799). Als verwitwete Kurfürstin heiratete sie am 4. November 1804 Graf Ludwig von Arco (1773–1854), einen in München lebenden Spross jener norditalienischen Adelsfamilie. Sie sind die Eltern des Grafen Maximilian von Arco-Zinneberg, welcher der jüngere von zwei Söhnen des Ehepaares war.
Beide Brüder verbrachten ihre frühe Kindheit auf Schloss Stepperg und wurden von Hauslehrern unterrichtet, später kamen sie mit ihren Eltern nach München. Diese waren sehr wohlhabend und besonders die Mutter erwarb durch Fleiß und Geschäftstüchtigkeit eines der größten Privatvermögen in Bayern. 1825 kaufte die Familie das Schloss Zinneberg im oberbayerischen Glonn, das nach dem Geschmack der Erzherzogin umgebaut wurde.
Als Maximilian von Arco-Zinneberg 1833 und Gräfin Leopoldine von Waldburg-Zeil (1811–1886) heirateten, erhielt er Schloss Zinneberg als Mitgift, während sein älterer Bruder Aloys Nikolaus Schloss Steppberg übernahm. Außerdem schenkte die Mutter dem jungen Paar das spätere Palais Arco-Zinneberg, am Wittelsbacher Platz in München. Hier lebten die Eheleute überwiegend, im Frühjahr und Sommer aber auch auf Schloss Zinneberg. Die Verbindung war sehr glücklich und Leopoldine brachte innerhalb von 18 Jahren 13 Kinder zur Welt, die alle überlebten: 1834 Marie, 1835 Therese, 1836 Sophie, 1837 Helene, 1840 Ludwig, 1841 Karl, 1842 Irene, 1844 Anna, 1845 Mechthild, 1848 Nicola, 1850 Maximilian, 1851 Franz und 1852 Christiana.
Leopoldine von Waldburg-Zeil war betont religiös und ein entsprechender Geist herrschte in der Familie. Sie war die Schwester des Jesuitenpaters Georg Ferdinand von Waldburg-Zeil (1823–1866) und eine Cousine des Mainzer Bischofs Wilhelm Emmanuel von Ketteler.
Da sich die Mutter, Erzherzogin Maria Leopoldine, weitestgehend und sehr erfolgreich um die Geschäfte kümmerte, konnte das gräfliche Paar ein beschauliches Leben führen. Maximilian von Arco-Zinneberg war ein begeisterter Jäger; besonders die Adlerjagd betrachtete er als seine große Passion. Er war darin sehr erfolgreich und wurde deshalb von der Bevölkerung als „Adlergraf“ betitelt. Neben seiner Jagdleidenschaft entwickelte Maximilian von Arco-Zinneberg im Laufe der Jahre einen Sammeltrieb für alles, was mit der Jagd in Zusammenhang stand. Zu seinen eigenen Trophäen kaufte er auch einzigartige und wertvolle Stücke aus aller Welt dazu. Nach dem tragischen Unfalltod seiner Mutter 1848 veräußerte Graf Maximilian im Jahre 1850 Schloss Zinneberg an den Marquis Fabio Pallavicini, den ehemaligen sardinischen Gesandten am bayerischen Hof und Bruder der Ehefrau seines Bruders Aloys Nikolaus.
Graf Maximilian von Arco-Zinneberg und seine Gemahlin Leopoldine übersiedelten später nach Meran, wo beide verstarben. Der Graf erblindete im Alter. Er und seine Nachkommen aus der Linie Arco-Zinneberg haben ihre Grablege in der Wallfahrtskirche Tuntenhausen.

## Sonstiges
Ein typisches Beispiel seiner leutseligen und religiösen Art ist ein Brief, den er einem Schmiedemeister aus Wildenholzen schrieb. Dieser hatte dem Pfarrer von Bruck gebeichtet, dass er im Zinneberger Jagdgebiet früher gewildert hatte. Der Pfarrer legte ihm als Buße auf, dies dem Grafen Arco in einem Brief zu gestehen, und jener antwortete folgendermaßen:

„Ihr Brief vom 17. Juli ist bis gestern herumgewandert wegen unrichtiger Adresse. Es freut mich sehr, dass Sie ihre Sünden einmal ordentlich gebeichtet haben und dem Befehle Ihres Beichtvaters nachgekommen sind und in Anbetracht dessen verzeihe ich Ihnen auch gerne Ihre Wilddiebstähle früherer Zeit und schenke Ihnen gerne den Geldbetrag ohne einen Ersatz oder Rückvergütung dafür zu verlangen. Indem ich überzeugt bin, dass Sie jetzt einsehen, dass man auf dieser Welt einen ehrlichen braven Menschen machen muss, wenn man in den Himmel kommen will! Ich wünsche Ihnen Glück dazu, dass Sie mit Ihrer Umkehr den allein richtigen Weg für die Ewigkeit wieder eingeschlagen haben. Lassen Sie sich ja niemals mehr irre leiten und wieder davon abbringen, das wünscht Ihnen zu Ihrem Seelenheile Max Graf zu Arco-Zinneberg“

Die Gestalt des erblindenden „Adlergrafen“ Maximilian von Arco-Zinneberg diente Ludwig Ganghofer 1895 als Vorlage zur Hauptfigur seines Romans „Schloß Hubertus“, der auch mehrfach verfilmt wurde.
Von Graf Arco-Zinneberg wird überliefert, dass er ein begeisterter Zitherspieler gewesen sei, außerdem schrieb er Gedichte.
Im Münchner Stadtmuseum befindet sich ein Zigarettenstummel von Lola Montez, den Maximilian Graf von Arco-Zinneberg persönlich von der Straße aufhob und zur Erinnerung beschriftete, als sie München verließ.

## Familie
Er heiratete 1833 die Gräfin Leopoldine von Waldburg zu Zeil und Trauchburg (1811–1886). Das Paar hatte 13 Kinder.
- Marie (1834–1892) ⚭ 1856 Graf Karl Wenzel zu Leiningen-Billigheim (1823–1900)
- Therese (1835–1906) ⚭ 1854 Graf Maximilian August von Loë (1817–1879)
- Sophie (* 14. November 1836; † 21. Dezember 1909) ⚭ 19. April 1860 Franz von Waldburg zu Wolfegg und Waldsee (1833–1906)[5]
- Helene (1837–1897) ⚭ 1856 Heinrich von und zu Franckenstein (1826–1883)
- Ludwig (1840–1882), auf Schloss Maxlrain

⚭ 1872 Gräfin Adolfine von Schaesberg (1854–1874)
⚭ 1879 Prinzessin Josephine von Lobkowitz (1853–1898)
- Karl (1841–1873) ⚭ 1867 Gräfin Mathilde Wolff-Metternich zur Gracht (1840–1925)
- Irene Maria Elisabetha (* 18. November 1842; † 1. November 1917) ⚭ 8. August 1861 Friedrich Carl Joseph Lopold Maria Fortunatus Graf von Oberndorff (* 15. November 1829; † 4. August 1913)
- Anna (1844–1927) ⚭ 1866 Graf Alfred zu Stolberg-Stolberg (1835–1880), Reichstagsabgeordneter
- Mechtild (1845–1874) ⚭ 1868 Graf Ferdinand von Bissingen und Nippenburg (1837–1919)
- Nikolaus (1848–1870)
- Maximilian (1850–1916) ⚭ 1875 Olga von Werther (1853–1937)
- Franz (1851–1914)
- Christine (1852–1923) ⚭ 1878 Conrad von Preysing (1843–1903), Reichstagsabgeordneter[6]